# La Furia (rapera)
Nerea Lorón Díaz, conocida artísticamente como La Furia (Cascante, 1983) es una cantante y compositora de rap navarra.

## Biografía
Nerea Lorón Díaz nació en Cascante, Navarra en 1983. Pasó su infancia y adolescencia en la Ribera de Navarra. Comenzó a cursar estudios superiores en Bilbao. En San Sebastián finalizó sus estudios, se unió al movimiento feminista y trabajó como Educadora Social en pisos tutelados de menores. En San Sebastián comenzó su carrera como rapera.

### Trayectoria musical
Desde el año 2013 rapea con el nombre de «La Furia» y publicó su primer disco No hay Clemencia. Participó en el programa La Tuerka con el tema «Aborto retrospectivo» con el que tuvo amplia difusión. Después vendrían los discos Vendaval en 2017. En el año 2019 participó en la canción «Klika Korrika» de la Korrika junto a Mad Muasel y Fermín Muguruza. Su último disco publicado en 2019 Pecadora Volumen I, y el volumen II, del que ha publicado las canciones «Pecadora» y en colaboración con el grupo Ira Rap «A Bocajarro».
Sus referentes parten del hip hop del Bronx y de Harlem, así como del rap feminista de los 80 como Queen Latifah, Salt-N-Pepa, del underground como Keny Arkana. Del ámbito hispano siguió a La Mala, Arianna Puello y a latinoamericanas como Anita Tijoux de Chile o Rebeca Lane de Guatemala entre otras.
Imparte talleres de rap como herramienta de empoderamiento feminista.

## Discografía
- 2013 No hay clemencia.[9]
- 2017 Vendaval.[10]
- 2019 Pecadora Volumen I.[11]